# Гърбав мост (Харманли)
Гърбавият мост, наричан също Каменен мост‎ и Сводест мост, е построен през XVI век от османската власт в Харманли, България.

Мостът е построен над река Олу дере (днес Харманлийска река) през 1585 г., за да улесни керванджиите. Той е със своеобразна османска архитектура – бял, от черупчест варовик и остър пясъчник, сводест, павиран, с надпис на старотурски със стихове от поета Саибаи в превод на български:
| „ | Светът е един мост, по който минава пътят на царя и бедняка | “ |

Според археологически проучвания с местния кервансарай са строени по едно и също време по инициатива на тогавашния управител на областта Сиавуш паша. Сводът на моста образува своеобразна гърбавина, откъдето идва и името му. Дължината му достига 109 m, а широчината е 6 m.
Днес под Гърбавия мост не тече река.